# Bureau d'enquêtes sur les accidents de transport terrestre
Le bureau d'enquêtes sur les accidents de transport terrestre (BEA-TT) est une agence publique française chargé de réaliser les enquêtes techniques sur les accidents et incidents de transport terrestre qu'ils soient routiers, ferroviaires, fluviaux ou guidés (remontées mécaniques, téléphériques, funiculaires, etc.). Il fut mis en place en 2004, par un décret d'application d'une loi votée en 2002 à la suite de l'incendie du tunnel du Mont-Blanc. Service à compétence nationale du ministère de l'Écologie, le BEA-TT est placé auprès du vice-président du Conseil général de l'environnement et du développement durable conformément aux dispositions de l'article R1621-5 du Code des transports.
Son directeur actuel est Jean-Damien Poncet, ingénieur général des ponts, des eaux et des forêts.
Le BEA-TT a son siège à La Défense, en banlieue ouest parisienne, au 29e étage du côté Sud de la Grande Arche.
Il a eu l'occasion de publier des rapports sur diverses.
- Dans le domaine routier: l'accident de Puisseguin, le Pont de Mirepoix-sur-Tarn, l'Accident d'Allinges ou l'accident de Millas.
- Dans le domaine ferroviaire: Accident ferroviaire d'Eckwersheim, Accident ferroviaire de Nangis, l'Accident ferroviaire de Saint-Benoît, Accident ferroviaire de Zoufftgen